# Sydney Flying Squadron
Le Sydney Flying Squadron est un yacht club fondé par Mark Foy dans Sydney Harbor, port naturel de Sydney dans la Baie de Carrening Cove.

Il a été créé pour permettre à la population de profiter du sport nautique indépendamment du contexte financier. Surnommé affectueusement Squaddy par les membres, il est le plus ancien club du port de Sydney. Celui-ci est installé au nord de la capitale dans Milsons Point dans l'État de Nouvelle-Galles du Sud

## Histoire

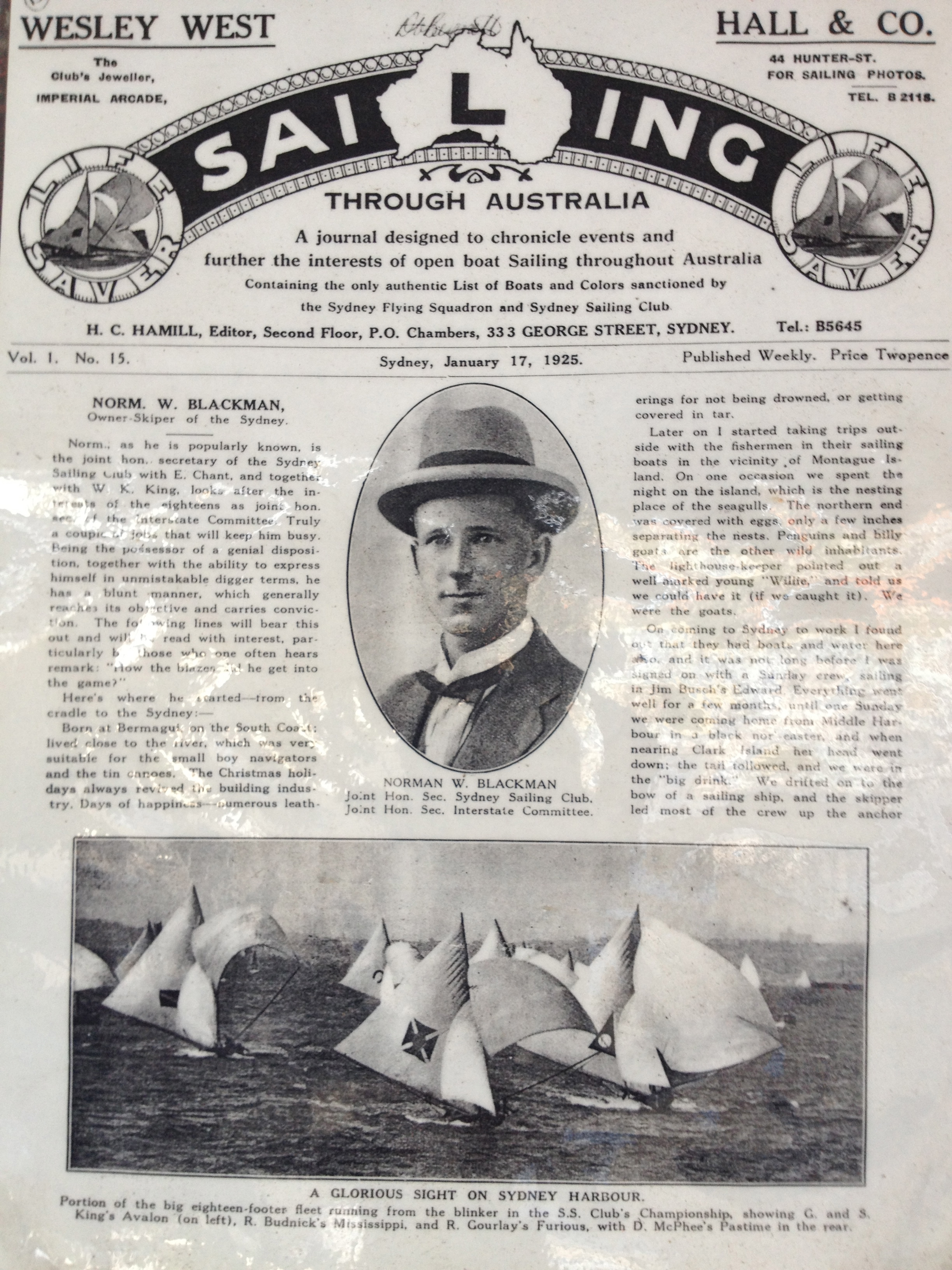
Article relatant le nom du Yacht Club

Initialement, le Johnstone’s Bay Sailing Club pris son essor au milieu des années 1890 en devenant le club le plus dynamique et progressiste dans le port, avec des régates de skiffs  de 18 pieds (5.50 m) à 26 pieds (7.90 m).

En Janvier 1894, Mr T. Goodall, propriétaire d'un yacht, est venu à Sydney pour suivre la régate et discuté avec Billi Golding, constructeur de son bateau Caneebie, la possibilité d'un concours de voile  avec le Queensland Yacht Club. Le club a accepté et en mars la première course eut lieu  à Brisbane entre quelques yachts de 22 pieds. Une seconde course eut lieu à Sydney en 1895 pour l'anniversaire du club.

Avant cela, une réunion du club, après un article du Sydney Morning Herald sur cet évènement en parlant du Sydney Flying Squadron Yacht Club, permit de renommer le club Sydney Flying Squadron en août 1894. Mark Foy a été élu commondore avec vice-commodore, A. Roderick et Billy Golding. Les couleurs du Club devaient un fanion bleu avec un triangle blanc et tous les bateaux devaient porter les couleurs du nouveau club ainsi rebaptisé.